# Kleinkissendorf
Kleinkissendorf ist ein Gemeindeteil von Bibertal im schwäbischen Landkreis Günzburg in Bayern.

## Lage
Das Dorf ist über die Staatsstraßen 2032 und 2020 zu erreichen.

## Geschichte
Anlässlich der bayerischen Gebietsreform wurde zum 1. Mai 1978 die ehemals selbstständige Gemeinde Kissendorf (am 1. April 1971 durch Fusion von Großkissendorf und Kleinkissendorf entstanden) zusammen mit weiteren Gemeinden zur Einheitsgemeinde Bibertal zusammengeschlossen.